# Гори Бісмарка
Го́ри Бі́смарка (англ. Bismarck Range, нім. Bismarckgebirge) — гірський масив в північно-східній гірській місцевості острова Нова Гвінея, на території Папуа Нова Гвінея. Гори названі на честь Отто фон Бісмарка, першого рейхсканцлера Німецької імперії. З 1880 по 1914 роки ця частина острова була німецькою колонією.
Гірський масив входить до складу центрального гірського ланцюга острова Нової Гвінеї і розташований переважно в провінції Маданг. Найвищою вершиною є гора Вільгельм (4509 м), яка є також найвищим піком в Папуа Новій Гвінеї.
Гори Бісмарка включають в себе кілька хребтів: Шредера (гора Айоме, 1606 м), Кратке (гора Таблетоп, 3686 м) та інші.
У горах беруть свій початок річки Раму — тече на північ — північний захід і впадає в море Бісмарка, Стрікленд — тече на південь і впадає у річку Флай, а також кілька менших, приток річок Сепік і Пурарі.
На висоті понад 3400 метрів — альпійські луки з наявністю ознак тундри, незважаючи на розташування гір у тропічному поясі. Але гори рідко бувають покриті снігом. Найтовще снігове покриття сягає 130 мм. Найбільші з населених пунктів у гірському масиві, міста Бунді і Самірі на північній околиці гір.